# ألبوم إستديو

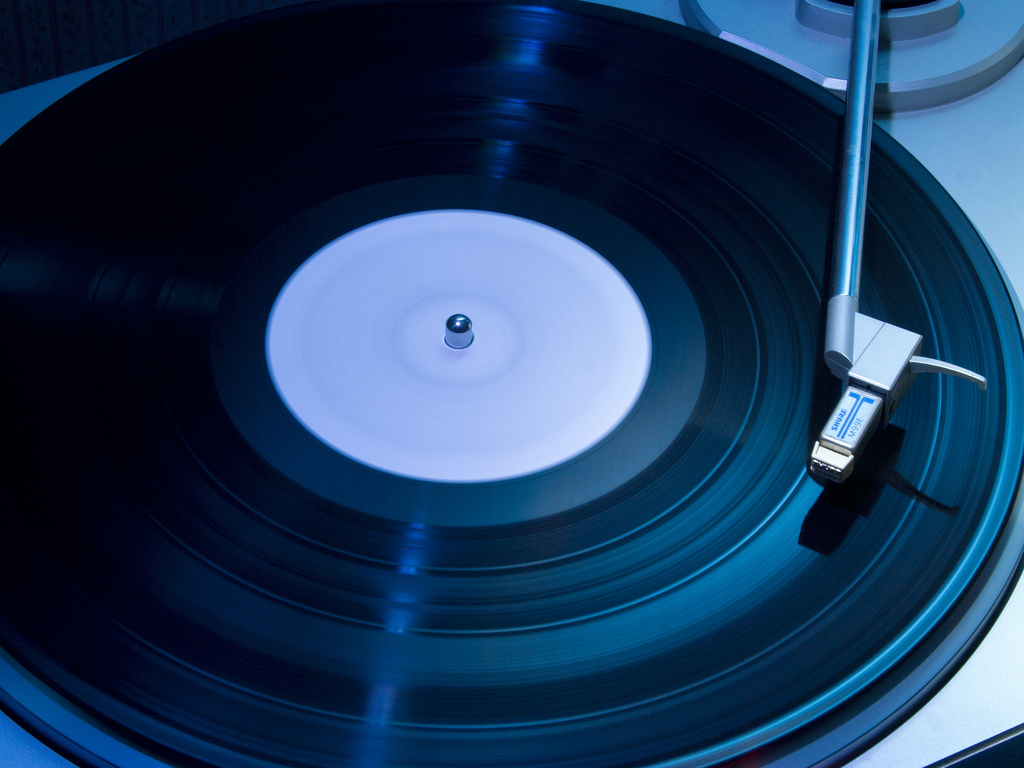

ألبوم الإستوديو هو مجموعة أصلية من الأغاني الجديدة لألبوم فنان أو فرقة. 
في العادة، لايحتوي على أغاني حفلات أو أغاني معدلة (ريمكس)، وإذا سُجلت الأغاني في الألبوم، لا يتضمن الألبوم عادة أغاني إضافية (Bonus) بسبب طبيعة الألبوم الذي يحتوي على تشكيلة من التقنيات والإنتاج المبدع في صناعة الموسيقى.
ألبوم الإستوديو عادة ما يكون مغايرا عن ألبوم الحفلات، بسبب أن ألبوم الإستوديو هو الألبوم الأصلي للفنان والذي يحتوي على مواد أصلية وغير مصدرة.